# The Way (CNBLUEの曲)
「The Way」（ザ・ウェイ）は、CNBLUEの日本1stシングル。2010年6月23日、AI Entertainment Inc.より発売。全3曲+instrumentalに収録。

## 概要
- 1・2曲は英語、3曲は日本語+英語の風格。

## 収録曲
1. The Way Part1 〜One Time〜 [3:48]
（作詞：ヨンファ　作曲：ヨンファ・リョウ　編曲：リョウ）
2. The Way Part2 〜Ready N Go〜 [3:25]
（作詞：ヨンファ　作曲：ハン ソンホ・J.スー　編曲：J.スー）
3. The Way Part3 〜Eclipse〜 [4:59]
（作詞：CUL　作曲：ジョンヒョン・リョウ　編曲：リョウ）
4. The Way Part1 〜One Time〜 (Instrumental)